# ツビレグ ツブレグ マーチ
「ツビレグ ツブレグ マーチ」は、日本の楽曲。作詞：峯陽、作編曲：石川皓也、歌：東京少年少女合唱隊。

## 概要
1970年6月 - 7月、NHKの『みんなのうた』で紹介。「なぞなぞ」をテーマにした行進曲で、「靴は靴でも履けない靴は」（答：退屈、窮屈、屁理屈）や「取れば取るだけ増えてく物は」（答：年の数）などといった、4つのなぞなぞが歌われている。放送では2番（前述の「取れば取るだけ〜」の歌詞）が省略された。映像は小薗江圭子製作のアニメで、鶏卵を擬人化させた様なキャラクターが登場する。
キングレコードから発売されたLPレコードには収録されたものの、再放送やDVD化はされていなかったが、2011年からの「みんなのうた発掘プロジェクト」で映像が発見され、2012年3月15日深夜（3月16日未明）放送の『みんなのうた発掘スペシャル』で、42年ぶりに再放送された。そして2016年6月から定時番組でも再放送され、6年後の2022年10月にも再放送される。なお双方とも映像は両脇にサイドパネルを添えたが、歌詞などのテロップは『発掘SP』では当時のテロップをそのまま使用したが、定時番組版ではニュープリントに変更された。